# Paweł Korzeniowski
Paweł Józef Korzeniowski (Oświęcim, 9 juli 1985) is een Pools zwemmer, die in 2005 de gouden medaille won op de 200 meter vlinderslag bij de wereldkampioenschappen langebaan (50 meter) in Montreal.

## Carrière
Zijn zwemopleiding genoot Korzeniowski bij trainer Paweł Woźnicki van zwemclub Unia Oświęcim uit zijn geboorteplaats. In 2005 stapte hij over naar het in Warschau gevestigde AZS AWF Warszawa, onder leiding van trainer-coach Paweł Słomiński. 
Zijn internationale debuut maakte Korzeniowski in 2001, bij de Europese Jeugd Olympische Dagen, waar hij de zilveren medaille won op de moordende 200 vlinder. Zijn seniorendebuut volgde twee jaar later, bij de wereldkampioenschappen langebaan in Barcelona. Daar kwam hij niet verder dan de achtste plaats op de 1500 meter vrije slag. Bij zijn olympisch debuut in Athene viel Korzeniowski net buiten de medailles; hij eindigde als vierde op de 200 vlinder.
Buiten zijn gouden medaille op de 200 meter vlinderslag in Montreal viel Korzeniowski ook in de prijzen tijdens het EK kortebaan 2005. Op de 400 meter vrije slag moest hij het doen met een zilveren medaille aangezien hij Joeri Priloekov voor moest laten gaan. Net buiten de prijzen viel hij op de 200 meter vrije slag, hij kwam 0,06 seconden tekort voor het brons. Heer en meester was hij echter weer op de 200 meter vlinderslag waar hij wederom de gouden medaille wist te winnen, dit keer op Europees niveau.

## Internationale toernooien
| Jaar | Olympische Spelen                         | WK langebaan                                                                          | WK kortebaan                                                 | EK langebaan                                                                                                 | EK kortebaan                                               |
| ---- | ----------------------------------------- | ------------------------------------------------------------------------------------- | ------------------------------------------------------------ | --- | ---------------------------------------------------------- |
| 2002 |                                           |                                                                                       | geen deelname                                                | geen deelname                                                                                                | 22e 400m vrije slag 12e 200m vlinderslag                   |
| 2003 |                                           | 8e 1500m vrije slag 14e 200m vlinderslag                                              |                                                              | | 22e 100m vlinderslag · 200m vlinderslag                    |
| 2004 | 9e 1500m vrije slag 4e 200m vlinderslag   |                                                                                       | geen deelname                                                | geen deelname                                                                                                | 200m vrije slag · 400m vrije slag · 200m vlinderslag       |
| 2005 |                                           | 26e 400m vrije slag · 200m vlinderslag · 9e 4x200m vrije slag · 10e 4x100m wisselslag |                                                              | | 4e 200m vrije slag · 400m vrije slag · 200m vlinderslag    |
| 2006 |                                           |                                                                                       | geen deelname                                                | 9e 400m vrije slag · 11e 100m vlinderslag · 200m vlinderslag · 6e 4x200m vrije slag · 13e 4x100m wisselslag  | 200m vrije slag · 400m vrije slag · 200m vlinderslag       |
| 2007 |                                           | 43e 50m vlinderslag 6e 200m vlinderslag 13e 400m wisselslag 7e 4x200m vrije slag      |                                                              | | 200m vrije slag · 400m vrije slag · 200m vlinderslag       |
| 2008 | 22e 400m vrije slag 6e 200m vlinderslag   |                                                                                       | 9e 400m vrije slag · 15e 100m vlinderslag · 200m vlinderslag | 5e 400m vrije slag · 9e 100m vlinderslag · 200m vlinderslag · 5e 4x200m vrije slag                           | geen deelname                                              |
| 2009 |                                           | 48e 50m vlinderslag · 200m vlinderslag · 12e 4x200m vrije slag                        |                                                              | | 6e 200m vrije slag · 7e 400m vrije slag · 200m vlinderslag |
| 2010 |                                           |                                                                                       | 6e 200m vrije slag 9e 200m vlinderslag                       | 6e 100m vlinderslag · 200m vlinderslag · 10e 4x100m vrije slag · 8e 4x200m vrije slag · 6e 4x100m wisselslag | geen deelname                                              |
| 2011 |                                           | 14e 100m vlinderslag 6e 200m vlinderslag 8e 4x100m wisselslag                         |                                                              | | 4e 200m vrije slag · 400m vrije slag · 4e 200m vlinderslag |
| 2012 | 7e 200m vlinderslag 16e 4x100m wisselslag |                                                                                       |                                                              | |                                                            |

## Persoonlijke records
Bijgewerkt tot en met 13 augustus 2010

### Kortebaan
| Afstand          | Tijd     | Datum            | Plaats              |
| ---------------- | -------- | ---------------- | ------------------- |
| 200m vrije slag  | 1.42,10  | 13 december 2009 | Istanboel           |
| 400m vrije slag  | 3.37,78  | 26 november 2009 | Gorzów Wielkopolski |
| 800m vrije slag  | 7.39,05  | 24 oktober 2009  | Łódź                |
| 1500m vrije slag | 14.54,28 | 27 november 2005 | Gorzów Wielkopolski |
| 100m vlinderslag | 51,03    | 27 november 2009 | Gorzów Wielkopolski |
| 200m vlinderslag | 1.50,13  | 12 december 2009 | Istanboel           |

### Langebaan
| Afstand          | Tijd     | Datum            | Plaats                  |
| ---------------- | -------- | ---------------- | ----------------------- |
| 200m vrije slag  | 1.46,59  | 31 juli 2009     | Rome                    |
| 400m vrije slag  | 3.47,70  | 18 maart 2008    | Eindhoven               |
| 800m vrije slag  | 7.53,67  | 17 mei 2008      | Ostrowiec Świętokrzyski |
| 1500m vrije slag | 15.11,62 | 20 augustus 2004 | Athene                  |
| 100m vlinderslag | 52,32    | 13 augustus 2010 | Boedapest               |
| 200m vlinderslag | 1.53,23  | 29 juli 2009     | Rome                    |